# Spare Parts
Spare Parts is het tweede album van de Britse rockgroep Status Quo en hun laatste psychedelische album. Het is tevens het eerste album waarop de roadie Bob Young nummers componeert. Het album werd uitgebracht in september 1969.
Het album kende weinig succes. Hun platenmaatschappij, Pye Records, had er bij hen op aangedrongen om nummers te schrijven die hoog in de hitlijsten zouden belanden.
Er werd slechts één single van dit album uitgebracht. Dat was het door Anthony King geschreven nummer "Are you Growing Tired of My Love", met als B-kant de door Alan Lancaster bedachte compositie "So Ends Another Life". Deze single werd uitgebracht in april 1969 en bereikte de 46ste positie in het Verenigd Koninkrijk.
Na het verschijnen van dit album besloot de band een cover van het Everly Brothers-nummer "The Price of Love" als single uit te brengen. Dit nummer stond niet op het album. Als B-kant werd het door Francis Rossi en Rick Parfitt geschreven "Little Miss Nothing" gebruikt.
Op het album staat een cover van het door Carole King en Gerry Goffin geschreven nummer "You're Just What I Was Looking for Today". Dit nummer was eerder ook gecoverd door Them en The Everly Brothers.

## Tracks
| 1.                 | Face Without a Soul (Francis Rossi/Rick Parfitt)                    | 3:08 |
| 2.                 | You're Just What I Was Looking for Today (Gerry Goffin/Carole King) | 3:50 |
| 3.                 | Are You Growing Tired of My Love (Anthony King)                     | 3:37 |
| 4.                 | Antique Angelica (Alan Lancaster/Bob Young)                         | 3:22 |
| 5.                 | So Ends Another Life (Lancaster)                                    | 3:12 |
| 6.                 | Poor Old Man (Rossi/Parfitt)                                        | 3:36 |
| 7.                 | Mr. Mind Detector (Anthony King)                                    | 4:01 |
| 8.                 | The Clown (Lancaster/Young/Paul Nixson)                             | 3:22 |
| 9.                 | Velvet Curtains (Anthony King)                                      | 2:56 |
| 10.                | Little Miss Nothing (Rossi/Parfitt)                                 | 2:59 |
| 11.                | When I Awake (Lancaster/Young)                                      | 3:49 |
| 12.                | Nothing at All (Lancaster/Young/Roy Lynes)                          | 3:52 |
| Totale duur: 42:05 |                                                                     |      |

| Nr. | Titel                                                               | Duur |
| --- | ------------------------------------------------------------------- | ---- |
| 13. | The Price of Love (Don Everly/Phil Everly)                          | 3:41 |
| 14. | Josie (Dion DiMucci/Tony Fasce)                                     | 3:37 |
| 15. | Do You Live in Fire (Lancaster)                                     | 2:16 |
| 16. | Hey Little Woman (Lancaster)                                        | 3:55 |
| 17. | Are You Growing Tired of My Love [Alternate version] (Anthony King) | 3:38 |

| Nr. | Titel                                                                 | Duur |
| --- | --------------------------------------------------------------------- | ---- |
| 13. | Josie (Di Mucci/Fasce)                                                | 3:37 |
| 14. | Do You Live in Fire (Lancaster)                                       | 2:16 |
| 15. | Face Without a Soul [Mono Version] (Parfitt/Rossi)                    | 3:10 |
| 16. | You're Just What I Was Looking for Today [Mono Version] (Goffin/King) | 3:51 |
| 17. | Are You Growing Tired of My Love [Mono Version] (Anthony King)        | 3:40 |
| 18. | Antique Angelique [Mono Version] (Lancaster/Young)                    | 3:25 |
| 19. | So Ends Another Life [Mono Version] (Lancaster)                       | 3:13 |
| 20. | Poor Old Man [Mono Version] (Parfitt/Rossi)                           | 3:41 |
| 21. | Mr. Mind Detector [Mono Version] (Anthony King)                       | 4:03 |
| 22. | The Clown [Mono Version] (Lancaster/Young/Nixson)                     | 3:25 |
| 23. | Velvet Curtains [Mono Version] (Anthony King)                         | 3:01 |
| 24. | Little Miss Nothing [Mono Version] (Parfitt/Rossi)                    | 3:03 |
| 25. | When I Awake [Mono Version] (Lancaster/Young)                         | 3:54 |
| 26. | Nothing at All [Mono Version] (Lancaster/Lynes/Young)                 | 3:59 |
| 27. | Nothing at All [Demo Version] (Lancaster/Lynes/Young)                 | 2:23 |
| 28. | The Price of Love (Don Everly/Phil Everley)                           | 3:42 |

## Bezetting
- Francis Rossi - gitaar, zang
- Rick Parfitt - gitaar, zang
- Alan Lancaster - Basgitaar, zang
- John Coghlan - drums
- Roy Lynes - orgel, zang